# Петербургско метро
Петербургски метрополитен (на руски: Петербургский метрополитен) е сред най-натоварените метросистеми в света.
Той е държавно предприятие, пълното име на експлоатиращата го организация е Государственное унитарное предприятие „Петербургский метрополитен“.

## История

### Проектиране
Още в края на XIX век в Петербург – столицата на Руската империя, се обсъждат различни планове за изграждане на метро. По онова време в града още няма електрически трамвай.
През 1901 г. инженер В. Н. Печковский предлага изграждане на гара в района на Казанския събор и тунелно-естакадна линия от нея до останалите гари. През същата година инженер Г. А. Гиршсон предлага метро под Невския проспект.
Най-сериозният проект е от инж. П. И. Балински, който предлага изграждане на разгърната мрежа на столичните железопътни линии, като се създаде радиално-кръгова транспортна система.
Не без усилията на трамвайното лоби идеята му е отхвърлена. Освен това столицата все още не разполага нито с материални, нито с технически ресурси за осъществяване на такъв амбициозен план. Последвалите революции отлагат още повече реализацията на плановете.
Едва през 1938 г., след започналото изграждане на Московското метро, въпросът за проектирането на метросистема е поставен на дневен ред. Отначало с проектирането се заема московският институт Метрогипротранс.

### Строителство
През 1941 г. е образувана „Дирекция на строителството № 5 НКПС“ и започва изграждането на първите шахти. Избухналата война прекъсва задълго строителството, а прокопаните тунели са наводнени.
През 1946 г. се създава „Ленметропроект“. Извършват се 2 промени в проектите:
- решава се станциите да се изграждат по-високо от тунелите за движение;
- намалява се диаметърът на тунелите спрямо московския стандарт от 6 м на 5,5 м.

На 3 септември 1947 г. строителството отново започва. През декември 1954 г. с постановление на Министерския съвет на СССР е създаден Петербургският метрополитен.
На 5 ноември 1955 г. е подписан Актът за предаване в експлоатация, а на 15 ноември същата година е тържественото откриване на метрополитена.
Град Ленинград получава великолепни подземни дворци, истинско произведение на изкуството, останали като образци на Сталинската архитектура.

### Развитие
- Първото продължение на Първа линия е осъществено през 1958 г. Тунелите преминават под р. Нева и стигат до Финландската гара. През 1970-те години се устремява на североизток към новите квартали, а през 1978 г. излиза на територията на Ленинградска област.
- Втората линия (Московско-Петроградска)започва да се изгражда почти веднага след откриването на метрото.

През 1960 г. се открива участъкът Технологически институт — Парк на Победата (покрай Московския проспект към южните части на града), през 1963 г. линията е продължена на север и се изгражда първата крос-платформена възлова станция в Съветския съюз.
Линията е удължена на юг през 1970-те г. и на север през 1980-те г., за да достигне до крайната станция „Парнас“ през 2006 г.
- Третата линия (Невско-Василеостровската) е открита през 1967 г.
- Четвъртата (Правобережная – на бълг. „Дяснобрежна“) се появява през 1985 г.
- Петата линия е обособена през 2009 г.

## Линии
| #     | Наименование на линията      | Откриване на първата станция | Откриване на последната станция | Дължина, км | Станции |
| ----- | ---------------------------- | ---------------------------- | ------------------------------- | ----------- | ------- |
|       | Кировско-Виборгска линия     | 1955 г.                      | 1978 г.                         | 29,6        | 19      |
|       | Московско-Петроградска линия | 1961 г.                      | 2006 г.                         | 30,1        | 18      |
|       | Невско-Василеостровска линия | 1967 г.                      | 1984 г.                         | 22,5        | 10      |
|       | Правобережна линия           | 1985 г.                      | 2009 г.                         | 11,2        | 8       |
|       | Фрунзенско-Приморска линия   | 2008 г.                      | 2012 г.                         | 20,1        | 12      |
| Общо: | Общо:                        |                              |                                 | 113,5       | 67      |

## Фотогалерия
- Станция „Автово“
- Станция „Лесная“
- Станция „Московская“
- Станция „Удельная“
- Станция „Гостинный двор“
- Станция „Пролетарская“
- Станция „Достоевская“
- Станция „Проспект большевиков“
- Станция „Звенигородская“
- Станция „Спортивная“

## Подвижен състав
В Петербургското метро се използват метровагони от различен тип, произвеждани през различни периоди.
Типове: Е, ЕМ; 81-717/714 и модификациите му (основен тип вагони понастоящем); 81-540/541 и модификациите му. Вагонният парк наброява 1476 вагона, от тях челни са 460 бр.
- По Кировско-Виборгската линия се движат вагони Е и ЕМ в 8-вагонни композиции
- По Московско-Петроградската линия се движат вагони 81-717/714 и 81-540/541 в 6-вагонни композиции
- По Невско-Василеостровската линия се движат вагони Ем, 81-717/714, 81-540/541, а също и междинни от типа 81-714.5П в 6-вагонни композиции
- По Фрунзенско-Приморската линия се движат вагони 81-717/714 и 81-540/541 в 6-вагонни композиции